# Peplum (mini-série)
Pour les articles homonymes, voir Péplum (homonymie).
Peplum est une mini-série française diffusée à partir du 24 février 2015 sur M6. Il s'agit d'une mini-série humoristique qui se déroule durant l'Empire romain.
La série a été complétée par un téléfilm dérivé, intitulé La Folle Histoire du mariage de Cléopâtre.

## Synopsis
Plusieurs familles, durant la Rome antique, se retrouvent dans des situations humoristiques.

## Fiche technique
Sauf indication contraire, les informations mentionnées dans cette section peuvent être confirmées par les bases de données cinématographiques  présentes dans la section « Liens externes ».
- Création : Fabien Rault, Thierry Ardisson, Alain Kappauf et Laurent Zeitoun
- Réalisation : Philippe Lefebvre
- Scénario, adaptation et dialogue : Fabien Rault, Jérôme Apergis et Alexandre Apergis
- Photographie : Kika Ungaro
- Montage : Stefan Couturier et Pierre Raimond
- Décors : Matthieu Beutter
- Costumes : Charlotte David
- Production : Thierry Ardisson, Christian Baumard et Alain Kappauf
- Sociétés de production : Ardimages, Noon production, avec la participation de M6
- Pays de production :  France
- Langue originale : français
- Genre : comédie, historique
- Durée : 3 x 90 minutes
- Dates de premières diffusions :
  - France : 24 février 2015, 3 mars 2015 et 10 mars 2015 sur M6

## Distribution
Sauf indication contraire, les informations mentionnées dans cette section peuvent être confirmées par les bases de données cinématographiques  présentes dans la section « Liens externes ».

### Famille de Maximus
- Jonathan Lambert : César Maximus, l'Empereur[2]
- Michèle Laroque : Arria, mère de Maximus

### Famille de Bravus
- Pascal Demolon : Bravus, le conseiller de l'Empereur
- Nicole Ferroni : Octavia, femme de Bravus
- Anthony Sonigo : Caius, fils de Bravus
- Lou Chauvain : Lydia, fille de Bravus

### Autres personnages principaux
- Philippe Vieux : Ursus, général en chef des armées
- Marc Zinga : Narcissus, organisateur des jeux du cirque
- Olivia Côte : Galla

### Personnages secondaires
- Isabelle Nanty : Forta, esclave de Bravus (épisodes 1, 2, 3)
- Jean-Luc Bideau : Sertor, esclave de Bravus (épisodes 1, 3)
- Côme Levin : Josué, ami de Caius (épisodes 1, 2, 3)
- Lila Lacombe : Maria, amie de Caius (épisodes 1, 2, 3)
- Nadia Roz : Cléopâtre IX (épisode 1)
- Franck Dubosc : Zéphyros, homme de sciences de l'Empereur (épisode 1)
- Kad Merad et Olivier Baroux : Timo et Petri, gladiateurs (épisode 1)
- Norman Thavaud : un messager (épisode 1)
- Tarek Boudali : le souffre-douleur de Cléopâtre (épisode 1)
- François Vincentelli : Pascalus, l'esclave sexuel (épisode 1)
- Hubert Saint-Macary : Marcus, sénateur (épisode 1)
- Sébastien Castro : L'ingénieur aqueduc (épisode 1)
- Arnaud Henriet : un esclave de Maximus (épisodes 1, 3)
- Manu Payet : un messager (épisode 2)
- François Morel : Père Jonathan (épisodes 2, 3)
- Margaux Rossi : Messaline (épisodes 2, 3)
- Jean-Louis Barcelona : Démitrius, le maître des orgies (épisode 2)
- Nader Boussandel : un esclave de Maximus (épisode 2)
- Philippe Lelièvre : Aede (épisode 2)
- Didier Jean : le joueur de flûte (épisode 2)
- Vernon Dobtcheff : Plutarque (épisode 2)
- Yvan Le Bolloc'h : Claudius, propriétaire de gladiateurs (épisode 3)
- Philippe Duquesne : Matho, le laniste (épisode 3)
- François Berléand : Titus, sénateur (épisode 3)
- Joël Dupuch : Otho, le décurion (épisode 3)
- Bruno Solo : le sénateur conspirateur (épisode 3)
- Gérard Hernandez : Pétrone, le poète (épisode 3)
- Laurent Bateau et Jean-Noël Brouté : médecins de Maximus (épisode 3)
- Philippe Uchan : le soldat bourreau (épisode 3)
- Stéphan Wojtowicz : le marchand de tissus (épisode 3)

## Audiences
La série perd encore des téléspectateurs de manière significative lors de la diffusion du troisième épisode (1 968 000 personnes, soit 8 % du public)[réf. nécessaire].

## TéléfilmPeplum: La Folle Histoire du mariage de Cléopâtre
En juillet 2018, M6 annonce le tournage d'un téléfilm intitulé La Folle Histoire du mariage de Cléopâtre, qui fait suite à la série. Le téléfilm est diffusé le 30 juillet 2019.
- Réalisation : Maurice Barthélemy
- Scénario : Maurice Barthélemy, Nadia Roz et Fabien Rault
- Distribution :
  - Personnages principaux :
    - Jonathan Lambert : Maximus
    - Michèle Laroque : Arria
    - Philippe Vieux : Ursus
    - Eric Elmosnino : Faustus
    - Nadia Roz : Cléopâtre
    - Elie Semoun : Pompilus
    - Julie Ferrier : Titia

  - Personnages secondaires : 
    - Youssef Hajdi : Mato
    - Bruno Lochet : le crieur public
    - Baptiste Lecaplain : Caton
    - Maurice Barthélemy : Hercule
    - Vincent Haquin : Spartacus
    - Panayotis Pascot : cavalier centurion
    - François Baroin : sénateur figurant
    - Mériem Sarolie : Hetepe
    - Florian Diday : Lucius
    - Philippe Dusseau : Père Jonathan
    - Baya Rehaz : Yael
    - Thierry Simon : Kaleb
    - Enya Baroux : Juliana